# Benno Erhard

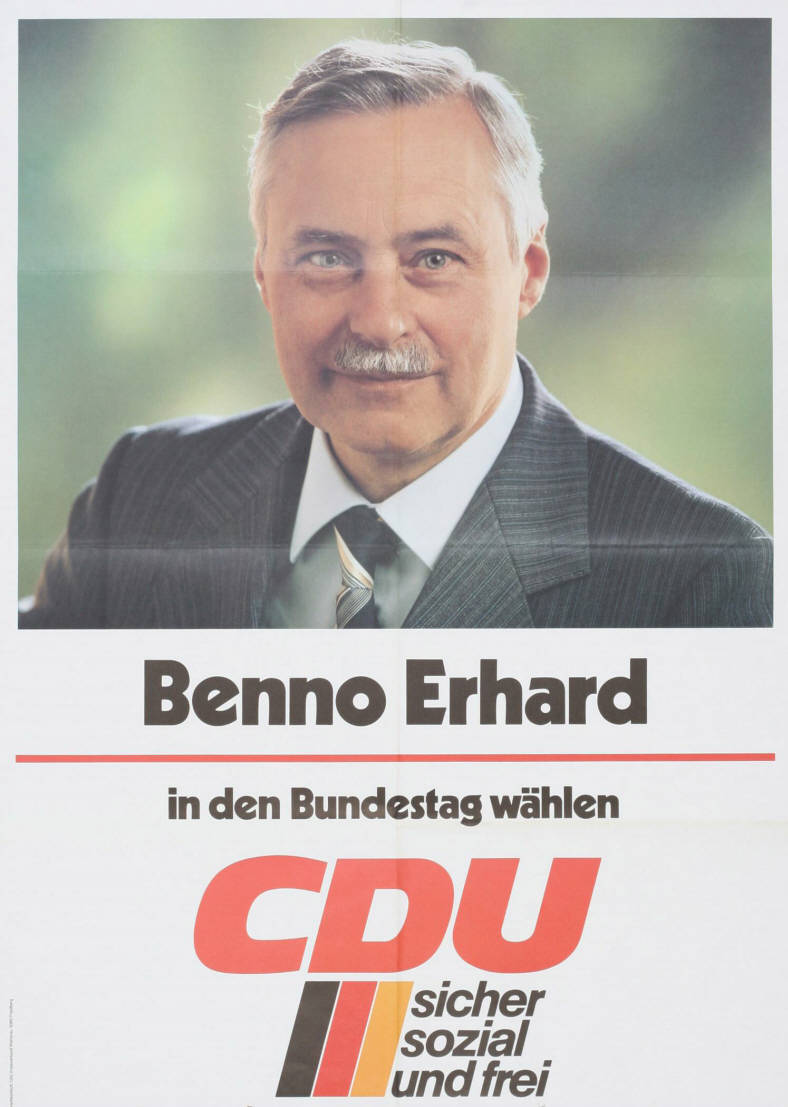
Kandidatenplakat Benno Erhards zur Bundestagswahl 1980

Benno Karl Erhard (* 22. Februar 1923 in Langenschwalbach, heute Bad Schwalbach; † 1. November 2011 ebenda) war ein deutscher Jurist und Politiker (CDU). Er war von 1983 bis 1987 Parlamentarischer Staatssekretär beim Bundesminister der Justiz.

## Leben

### Ausbildung und Beruf
Benno Erhard, der römisch-katholischen Glaubens war, war der Sohn eines Rechtsanwaltes. Nach dem Abitur wurde er zunächst zum Kriegsdienst im Zweiten Weltkrieg verpflichtet und geriet in französische Kriegsgefangenschaft, aus der er 1946 entlassen wurde. 1948/1949 absolvierte er eine landwirtschaftliche Lehre. Anschließend studierte er Rechtswissenschaften an der Johannes Gutenberg-Universität Mainz. Erhard war seit 1950 Mitglied der katholischen Studentenverbindung VKDSt Hasso-Rhenania Mainz im CV. 1956 absolvierte er sein zweites Staatsexamen und war als Rechtsanwalt und seit 1964 auch als Notar tätig.

### Verteidiger im ersten Frankfurter Auschwitzprozess
Im ersten Frankfurter Auschwitzprozess von 1963 bis 1965 fungierte Erhard als Verteidiger des ehemaligen SS-Mitglieds Hans Stark. Stark war von 1940 bis 1943 im KZ Auschwitz-Birkenau als Blockführer und bei der Lager-Gestapo tätig und verübte in dieser Zeit schwerste Verbrechen. So tötete er eigenmächtig unzählige Häftlinge und war federführend an den ersten Vergasungen mit Zyklon B im Stammlager beteiligt. Obwohl Stark während der Verhandlung durch Zeugenaussagen schwer belastet wurde und die Taten auch in seinem Schlusswort nicht bestritt, plädierte Erhard auf Freispruch und betitelte den Auschwitzprozess in seinem Schlussplädoyer als Schauprozess.

### Partei
Erhard war Mitglied der CDU und war von 1962 bis 1966 und ab 1977 Bezirksvorsitzender der CDU Hessen-West.

### Abgeordneter
Erhard war von 1954 bis 1965 Mitglied des Hessischen Landtags. Seit 1957 gehörte er auch dem Stadtrat von Bad Schwalbach an.
Von 1965 bis 1987 war er Mitglied des Deutschen Bundestages. Erhard war von 1969 bis 1994 Mitglied im Richterwahlausschuss, von 1978 bis 1980 Vorsitzender des Arbeitskreises Innen- und Rechtspolitik und von 1980 bis 1982 der Arbeitsgruppe Recht der CDU/CSU-Bundestagsfraktion. Vom 4. Oktober 1982 bis zum 3. November 1983 war Erhard stellvertretender Vorsitzender der CDU/CSU-Fraktion und daneben von März bis November 1983 Vorsitzender des Wahlmännerausschusses.
Benno Erhard zog stets als direkt gewählter Abgeordneter des Wahlkreises Limburg bzw. Rheingau-Taunus – Limburg in den Bundestag ein.

### Öffentliche Ämter
Am 3. November 1983 wurde er als Parlamentarischer Staatssekretär beim Bundesminister der Justiz in die von Bundeskanzler Helmut Kohl geführte Bundesregierung (Kabinett Kohl II) berufen. Nach der Bundestagswahl 1987 schied er am 12. März 1987 aus dem Amt.

## Nachlass
Benno Erhards Nachlass wird im Archiv des Fritz Bauer Instituts in Frankfurt am Main aufbewahrt.

## Ehrungen
- 1973: Verdienstkreuz 1. Klasse der Bundesrepublik Deutschland[7]
- 1979: Großes Verdienstkreuz der Bundesrepublik Deutschland
- 1984: Großes Verdienstkreuz mit Stern der Bundesrepublik Deutschland